# 科格爾湖
53°24′42″N 12°24′35″E / 53.411618°N 12.409767°E

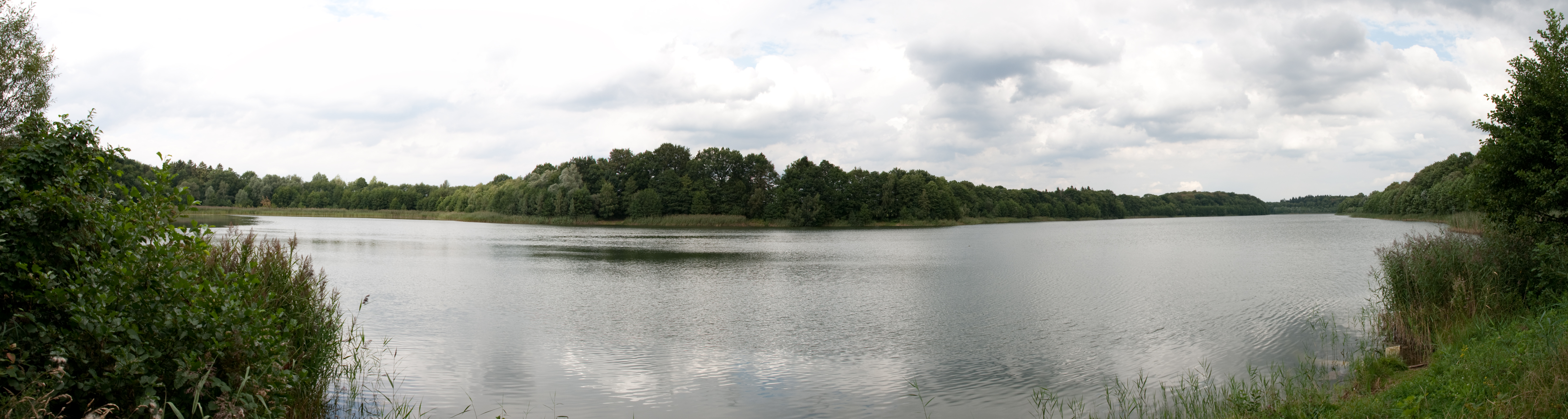

科格爾湖（德語：Kogeler See），是德國的湖泊，位於該國東北部，由梅克倫堡-前波美拉尼亞州負責管轄，處於梅克倫堡湖區縣，長1.7公里、寬0.3公里，面積0.39平方公里，海拔高度91米，最大水深13米。